# Hampshire
Hampshire (afgekort als Hants) is een  graafschap (county), gelegen aan de zuidkust van Engeland. Het graafschap heeft een inwoneraantal van zo'n 1,4 miljoen. De belangrijkste steden zijn de hoofdstad Winchester en de unitary authorities Portsmouth en Southampton.
Hampshire is populair bij toeristen vanwege het naar Engelse begrippen zonnige klimaat en de ligging aan de kust. Het graafschap kent een rijke maritieme geschiedenis, en twee van 's lands grootste havens liggen in Hampshire.

## Geschiedenis
De krijtvlakten van de South Downs en de laaggelegen gebieden rond de huidige stad Salisbury werden in de Steentijd voor het eerst door mensen bewoond. Ten tijde van de Kelten was Hampshire samen met Somerset en Wiltshire onderdeel van het koninkrijk Gwent en werd het bewoond door de Belgae. Het gebied kwam in 43 na Chr. in Romeinse handen. Na de komst van de Saksen vormde Hampshire de westgrens van Saksisch Engeland, totdat ook Dorset en Somerset veroverd werden. Vanaf de 9e eeuw werd Hampshire het centrum van het koninkrijk Wessex, verenigd onder koning Alfred de Grote. Vele Saksische koningen liggen begraven in Winchester.
Het gebied was ook populair bij de Normandiërs, die in 1066 Engeland veroverden. Ten tijde van het schrijven van het Domesday Book bestond Hampshire uit 44 herred. Vanaf de 12e eeuw namen de havens van Hampshire in belang en omvang toe, gevoed door handel met het vasteland. Gedurende de eeuwen bouwde men langs de kust vele forten en kastelen om de havens te verdedigen, zoals Portchester Castle in Portsmouth en Netley Castle in Southampton. Schepen als de RMS Titanic en de Mayflower voeren vanuit Hampshire Amerika tegemoet.
Hampshire was gedurende de Tweede Wereldoorlog van strategisch belang voor de Engelsen, dankzij de aanwezigheid van vele fregatten van de Royal Navy die er voor anker lagen. Ook was er een legerkamp bij Aldershot en werden soldaten getraind op de Salisbury Plain and het Isle of Purbeck. Supermarine, het bedrijf dat de Spitfire ontwierp, had zijn hoofdkantoor in Southampton. Als gevolg hiervan werd de stad meermalen door de Luftwaffe gebombardeerd.
In 1959 werd de naam van het graafschap veranderd van Southamptonshire naar Hampshire. De afkorting Hants is afgeleid van het Angelsaksisch Hamtunschire. Het Isle of Wight wordt historisch gezien tot Hampshire gerekend, maar verkreeg al in 1894 zelfbestuur. In 1974 werd het eiland officieel onafhankelijk van het graafschap. In datzelfde jaar wees de reorganisatie van het lokale bestuur de steden Bournemouth en Christchurch aan Dorset toe.

## Geografie
Hampshire is in geologisch opzicht op te delen in twee delen. Het kustgebied in het zuiden bestaat voornamelijk uit niet-geërodeerd eoceen en oligoceen klei en grind, die door het Isle of Purbeck, het Isle of Wight en Dorset voor erosie door zeewater gespaard blijven. Deze laaggelegen gebieden lenen zich uitstekend voor heidelandschap en bebossing. Het lommerrijke zuidwesten van Hampshire is als nationaal park New Forest een beschermd gebied, alwaar het getijdenriviertje Beaulieu stroomt.
Het noorden en de centrale delen van het graafschap bestaan uit de kalksteenformatie van de Salisbury Plain en de South Downs. Deze laatste zijn relatief hoge heuvels die de grens tussen het kalksteenplateau en de kleigronden vormen. De Pilot Hill is met 286 meter het hoogste punt van Hampshire. Het grootste deel van het graafschap is ongeschikt voor verbouwing van gewassen, maar de stijgende vraag naar voedsel aan het begin van de 20e eeuw leidde ertoe dat de agriculturele sector groeide. Het oosten van Hampshire is nu beschermd voor verdere schade door intensieve landbouw, sinds het werd aangewezen als Area of Outstanding Natural Beauty.
Het klimaat in Hampshire is milder dan gemiddeld voor de Britse eilanden, met gemiddeld 1541 zonuren en 870 mm regen per jaar.

### Aangrenzende graafschappen
| Noordwesten: Wiltshire | Noorden: Berkshire | Noordoosten: Surrey         |
| Westen: Wiltshire      | Hampshire          | Oosten: Surrey, West Sussex |
| Zuidwesten: Dorset     | Zuiden: -          | Zuidoosten: West Sussex     |

## Overheid

### Overzicht districten
| Lokaal bestuurde gebieden en plaatsen | Lokaal bestuurde gebieden en plaatsen |
| Nr.                                   | District/Unitary                      |
| ------------------------------------- | ------------------------------------- |
| 1                                     | Test Valley                           |
| 2                                     | Basingstoke and Deane                 |
| 3                                     | Hart                                  |
| 4                                     | Rushmoor                              |
| 5                                     | Winchester                            |
| 6                                     | East Hampshire                        |
| 7                                     | New Forest                            |
| 8                                     | Southampton (unitary authority)       |
| 9                                     | Eastleigh                             |
| 10                                    | Fareham                               |
| 11                                    | Gosport                               |
| 12                                    | Portsmouth (unitary authority)        |
| 13                                    | Havant                                |

| Detailkaart |
| ----------- |
|             |

## Plaatsen
Enkele grote plaatsen zijn:
- Southampton - 221.100 (2004)
- Portsmouth - 188.700
- Basingstoke - 152.573
- Eastleigh - 116.177
- Havant - 115.300
- Fareham - 107.977
- Andover - 52.000
- Winchester - 35.200

## Afkomstig uit Hampshire
- Lord Palmerston (1784-1865), liberaal politicus
- Henry Drummond (1786-1860), stichter Katholiek Apostolische Kerk
- Charles Dickens (1812-1870), schrijver
- James Callaghan (1912-2005), politicus
- Jasmine van den Bogaerde (1996), zangeres

Bedfordshire · Berkshire · City of Bristol · Buckinghamshire · Cambridgeshire · Cheshire · Cornwall · Cumbria · Derbyshire · Devon · Dorset · Durham · East Riding of Yorkshire · East Sussex · Essex · Gloucestershire · Greater London · Greater Manchester · Hampshire · Herefordshire · Hertfordshire · Isle of Wight · Kent · Lancashire · Leicestershire · Lincolnshire · City of London · Merseyside · Norfolk · Northamptonshire · Northumberland · North Yorkshire · Nottinghamshire · Oxfordshire · Rutland · Shropshire · Somerset · South Yorkshire · Staffordshire · Suffolk · Surrey · Tyne and Wear · Warwickshire · West Midlands · West Sussex · West Yorkshire · Wiltshire · Worcestershire
Overig: Stedelijke en niet-stedelijke graafschappen · Traditionele graafschappen
Bath and North East Somerset* · Bedfordshire · Berkshire · Blackburn & Darwen* · Blackpool* · Bournemouth* · Brighton & Hove* · Bristol* · Buckinghamshire · Cambridgeshire · Cheshire · Cornwall · Cumbria · Darlington* · Derby* · Derbyshire · Devon · Dorset · Durham · East Riding of Yorkshire* · East Sussex · Essex · Gloucestershire · Greater London · Greater Manchester · Halton* · Hampshire · Hartlepool* · Herefordshire* · Hertfordshire · Hull* · Isle of Wight* · Kent · Lancashire · Leicester* · Leicestershire · Lincolnshire · Luton* · Medway* · Merseyside · Middlesbrough* · Milton Keynes* · Norfolk · Northamptonshire · Northumberland · North East Lincolnshire* · North Lincolnshire * · North Somerset* · North Yorkshire · Nottingham* · Nottinghamshire · Oxfordshire · Peterborough* · Plymouth* · Poole* · Portsmouth* · Redcar & Cleveland* · Rutland* · Shropshire · Somerset · Southend-on-Sea* · Southampton* · South Gloucestershire* · South Yorkshire · Staffordshire · Stockton-on-Tees* · Stoke-on-Trent* · Suffolk · Surrey · Swindon* · Telford & Wrekin* · Thurrock* · Torbay* · Tyne & Wear · Warrington* · Warwickshire · West Midlands · West Sussex · West Yorkshire · Wiltshire · Worcestershire · York* 
Overig: Ceremoniële graafschappen · Traditionele graafschappen
Bedfordshire · Berkshire · Buckinghamshire · Cambridgeshire · Cheshire · Cornwall · Cumberland · Derbyshire · Devon · Dorset · Durham · Essex · Gloucestershire · Hampshire · Herefordshire · Hertfordshire · Huntingdonshire · Kent · Lancashire · Lincolnshire · Leicestershire · Middlesex · Norfolk · Northamptonshire · Northumberland · Nottinghamshire · Oxfordshire · Rutland · Shropshire · Somerset · Staffordshire · Suffolk · Surrey · Sussex · Warwickshire · Westmorland · Wiltshire · Worcestershire · Yorkshire
Overig: Stedelijke en niet-stedelijke graafschappen · Traditionele graafschappen